# 24750 Ом
24750 Ом (24750 Ohm) — астероїд головного поясу, відкритий 24 вересня 1992 року.
Тіссеранів параметр щодо Юпітера — 3,308.
Названо на честь Георга Ома (1787—1854), німецького фізика, який відкрив фундаментальний закон електрики, що отримав назву закон Ома.